# Servicio de Pesca y Vida Silvestre de los Estados Unidos
El Servicio de Pesca y Vida Silvestre de los Estados Unidos (en inglés, US Fish and Wildlife Service, FWS) es una agencia del Departamento del Interior de los Estados Unidos dedicada a la gestión, conservación y preservación de la vida silvestre. Las unidades más importantes que dependen del FWS son:  
- Sistema de Refugios de Vida Silvestre Nacionales («National Wildlife Refuge System»);
- Sistema de Criaderos de Pesca Nacionales («National Fish Hatchery System»);
- Programa de Aves Migratorias;
- Programa de Especies Amenazadas («Endangered Species Program»);
- Sellado Federal del Pato («Federal Duck Stamp»);
- Oficina de Aplicación de la ley;

## Historia
El FWS tiene su origen remoto en 1871, cuando el Congreso creó una Comisión de Pesca y Pesquerías de los ESTADOS UNIDOS
. (U.S. Commission on Fish and Fisheries), con el fin de estudiar y recomendar soluciones a una disminución en la alimentación de peces. Spencer Fullerton Baird fue nombrado su primer comisionado. En 1885, la División de Ornitología Económica y Mamologías se estableció en el Departamento de Agricultura. Sus primeros trabajos se centraron en el efecto de las pájaros y aves en el control de las plagas agrícolas y en realizar la cartografía de la distribución geográfica de las plantas y animales en los Estados Unidos. En 1934 Jay Norwood Darling fue nombrado Jefe de la nueva Oficina de Estudio Biológico («Bureau of Biological Survey»). Bajo su dirección, la Oficina inició un creciente legado de la protección de hábitats vitales naturales en todo el país. El Servicio de Pesca y Vida Silvestre fue creado finalmente en 1940, cuando las Oficinas de Pesca y Estudio Biológico se combinaron después de ser trasladadas al Departamento del Interior. Hoy en día, el servicio consta de una oficina administrativa central con ocho oficinas regionales y cerca de 700 oficinas distribuidas en todo Estados Unidos. 
El Servicio es una oficina dentro del Departamento del Interior. Su misión es, trabajando con otros, conservar, proteger y mejorar la pesca, vida silvestre, las plantas y sus hábitats para el beneficio continuo de la población estadounidense. El Servicio administra 548 Refugios Nacionales de Vida Silvestre («National Wildlife Refuges») y 66 Criaderos Nacionales de Pesca («National Fish Hatcheries»). 
De conformidad con la ley de Plumas de Águila («Eagle Feather Law»), Título 50 Parte 22 del Código de Regulaciones Federales (50 CFR 22), y la ley de Protección del äguila Calva y Golden («Bald and Golden Eagle Protection Act»)  el Servicio de Pesca y Vida Salvaje de los EE. UU. administra el Repositorio Nacional de Águila («National Eagle Repository») y el sistema de permisos para el uso religioso de las plumas de águila en el culto de las tribus nativas.
El Servicio gobierna dos monumentos nacionales, el monumento nacional Hanford Reach, en el estado de Washington, y el Monumento Nacional Marino Papahānaumokuākea, una enorme zona marítima al noroeste de Hawái (conjuntamente con la Administración Nacional Oceánica y Atmosférica, NOAA).